# جام حذفی فوتبال زنان سوئد
جام حذفی فوتبال زنان سوئد (به سوئدی: Svenska cupen i fotboll för damer) مسابقاتی است که به صورت حذفی در کشور سوئد از سال ۱۹۸۱ تاکنون برگزار می‌شود. این جام مشابه جام حذفی مردان است.

## مراحل و تعداد تیمها
- دور اول – ۵۲ تیم متشکل از تیمهای لیگ برتر و پایین‌تر از آن
- دور دوم – ۴۰ تیم که از ۲۶ تیم باقیمانده از دور اول است + ۱۴ تیم از لیگ ۲)
- دور سوم – ۳۲ تیم (شامل ۲۰ تیم باقیمانده از دور دوم + ۱۲ تیم از لیگ برتر)
- دور چهارم – ۱۶ تیم
- دور پنجم – یکچهارم نهایی
- دور ششم – نیمه نهایی
- دور هفتم – فینال

## قهرمانان پیشین
از فصل ۹۹–۱۹۹۸ و ۲۰۰۰–۱۹۹۹ که به صورت پاییز/بهار برگزار شده‌است. باقی فصلها به صورت بهار/پاییز انجام شده‌است. بین سالهای ۱۹۸۱ و ۱۹۹۶ این جام با نام فولک‌سام نیز خوانده می‌شد.
برندگان جام به ترتیب سال:
| سال       | قهرمان (تعداد عنوان‌ها)    | نتیجه                               | نایب قهرمان               |
| --------- | ------------------------- | ----------------------------------- | ------------------------- |
| ۱۹۸۱      | ییتکس (۱)                 | ۵–۳ (پنالتی)                        | هامارابی                  |
| ۱۹۸۲      | ییتکس (۲)                 | ۴–۱                                 | هامارابی                  |
| ۱۹۸۳      | سونانوئا (۱)              | ۲–۰                                 | هامارابی                  |
| ۱۹۸۴      | ییتکس (۳)                 | ۵–۲                                 | آلنن                      |
| ۱۹۸۵      | باشگاه فوتبال اکسابک (۱)  | ۲–۰                                 | گایس                      |
| ۱۹۸۶      | باشگاه فوتبال اکسابک (۲)  | ۱–۰                                 | سونانوئا                  |
| ۱۹۸۷      | باشگاه فوتبال اکسابک (۳)  | ۲–۰                                 | ییتکس                     |
| ۱۹۸۸      | باشگاه فوتبال اکسابک (4)  | 1–0                                 | Mallbackens IF            |
| ۱۹۸۹      | باشگاه فوتبال اکسابک (۵)  | ۲–۱                                 | ییتکس                     |
| ۱۹۹۰      | مالمو (۱)                 | ۳–۰                                 | باشگاه فوتبال اکسابک      |
| ۱۹۹۱      | باشگاه فوتبال اکسابک (6)  | 3–2                                 | Gideonsbergs IF           |
| ۱۹۹۲      | الیوخه (1)                | 2–1                                 | Gideonsbergs IF           |
| 1993      | Gideonsbergs IF (۱)       | ۴–۱                                 | الیوخه                    |
| ۱۹۹۴      | هامارابی (1)              | 2–1                                 | Gideonsbergs IF           |
| ۱۹۹۵      | هامارابی (۲)              | ۱–۰                                 | الیوخه                    |
| ۱۹۹۶      | الیوخه (2)                | 2–1                                 | Bälinge IF                |
| ۱۹۹۷      | مالمو (۲)                 | ۲–۱                                 | سونانوئا                  |
| ۱۹۹۸–۹۹   | الیوخه (۳)                | ۲–۱ (بعد از وقت اضافه)              | الیوخه                    |
| ۱۹۹۹–۲۰۰۰ | الیوخه (۱)                | ۳–۱                                 | الیوخه                    |
| ۲۰۰۱      | اومئا آی‌کی (۱)            | ۲–۱                                 | الیوخه                    |
| ۲۰۰۲      | اومئا آی‌کی (2)            | 3–0                                 | Kopparbergs/Landvetter IF |
| ۲۰۰۳      | اومئا آی‌کی (۳)            | ۱–۰ (بعد از وقت اضافه)              | مالمو                     |
| ۲۰۰۴      | الیوخه (۲)                | ۲–۱                                 | اومئا آی‌کی                |
| ۲۰۰۵      | الیوخه (۳)                | ۳–۱                                 | اومئا آی‌کی                |
| ۲۰۰۶      | لینشوپینگ (۱)             | ۳–۲                                 | اومئا آی‌کی                |
| ۲۰۰۷      | اومئا آی‌کی (4)            | 4–3                                 | AIK                       |
| ۲۰۰۸      | لینشوپینگ (۲)             | ۱–۰ (بعد از وقت اضافه)              | اومئا آی‌کی                |
| ۲۰۰۹      | لینشوپینگ (۳)             | ۲–۰                                 | اومئا آی‌کی                |
| 2010      | KIF Örebro (1)            | ۴–۱                                 | الیوخه                    |
| 2011      | Göteborg FC (1)           | ۲–۲ (بعد از وقت اضافه) ۳–۲ (پنالتی) | تیرسو                     |
| 2012      | Göteborg FC (2)           | ۲–۱ (بعد از وقت اضافه)              | تیرسو                     |
| ۲۰۱۳–۱۴   | لینشوپینگ (4)             | 2–1                                 | Kristianstads DFF         |
| ۲۰۱۴–۱۵   | لینشوپینگ (۵)             | ۲–۰                                 | باشگاه فوتبال روزنگرد     |
| ۲۰۱۵–۱۶   | باشگاه فوتبال روزنگرد (3) | ۳–۱                                 | لینشوپینگ                 |
| ۲۰۱۶–۱۷   | باشگاه فوتبال روزنگرد (۴) | ۱–۰                                 | لینشوپینگ                 |
| ۲۰۱۷–۱۸   | باشگاه فوتبال روزنگرد (۵) | ۱–۰                                 | لینشوپینگ                 |
| 2018–19   | Göteborg FC (3)           | 2–1                                 | Kristianstads DFF         |
| 2019–20   | فصل لغو شد                | فصل لغو شد                          | فصل لغو شد                |
| 2020–21   | BK Häcken (1)             | 3–0                                 | Eskilstuna United         |

1. ↑  "Svenska cupens finaler 1981–" [Swedish Cup finals 1981–] (به سوئدی). svenskfotboll.se. 2011. Retrieved 29 May 2011.
2. ↑  "Sweden – List of Women Cup Finals". RSSSF. 2007. Retrieved 29 May 2011.